# Alfa Romeo 8C 2300

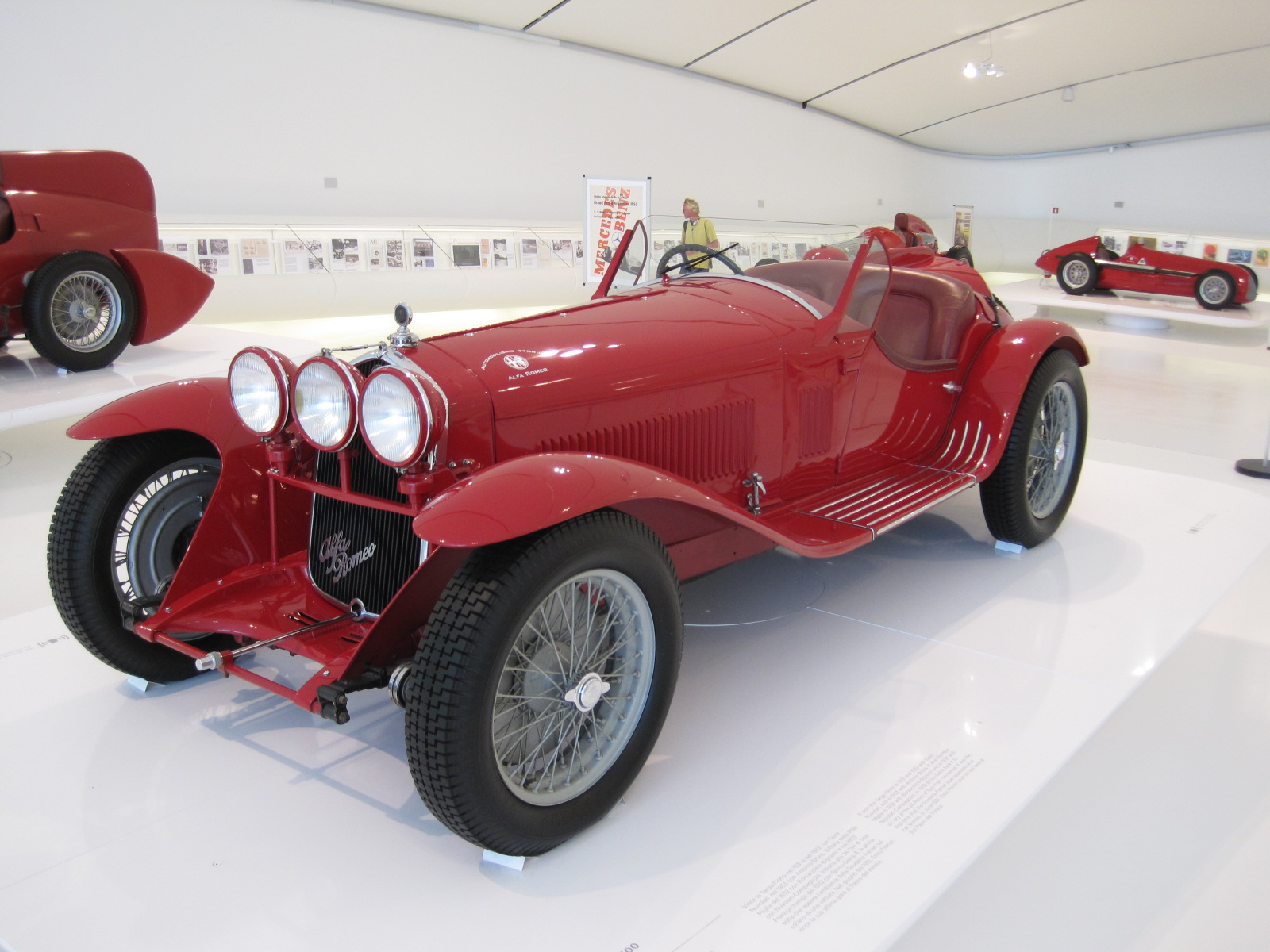
Diverses 8C2300: Corsa 1932.

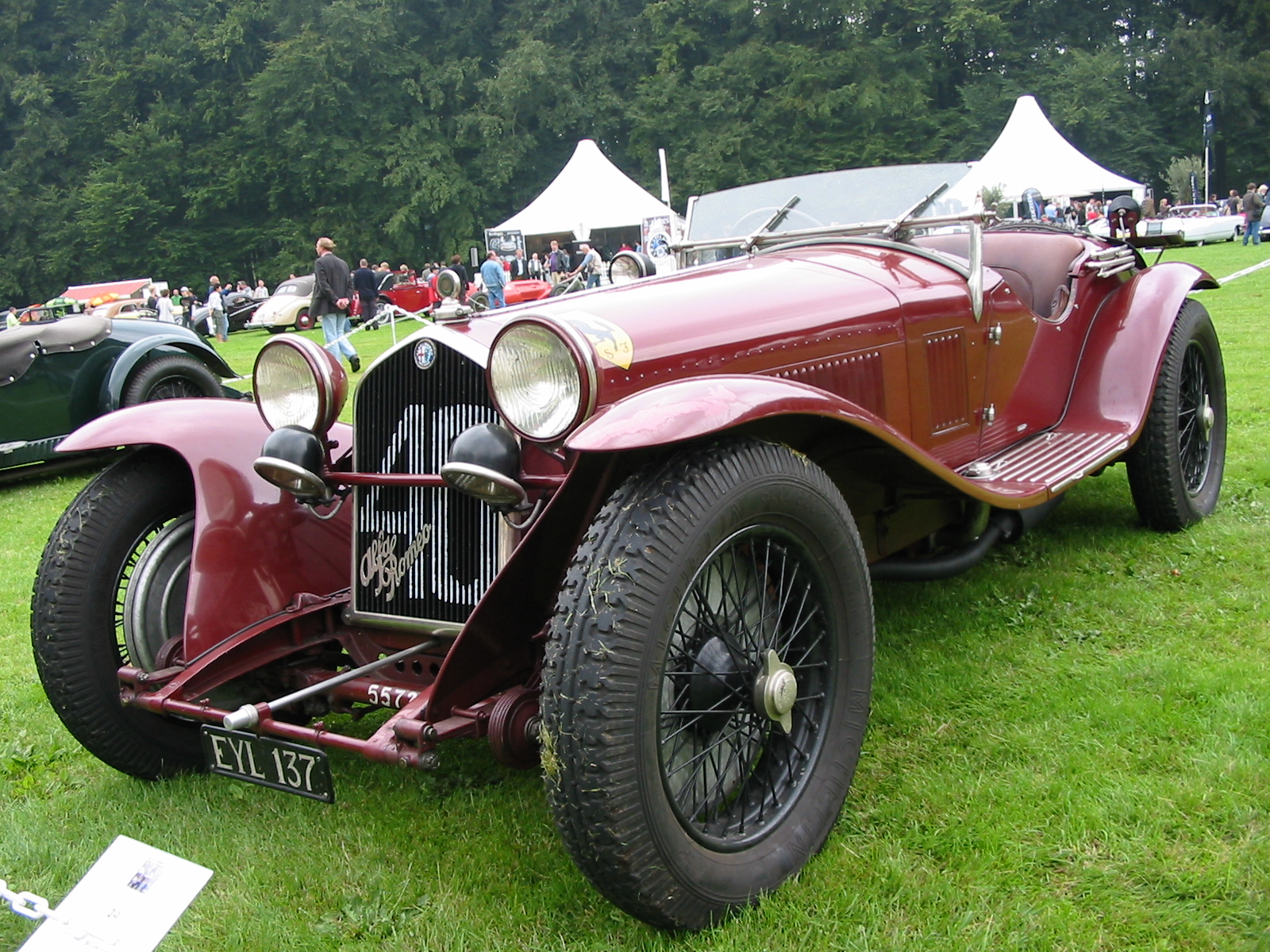
Corto 1932.

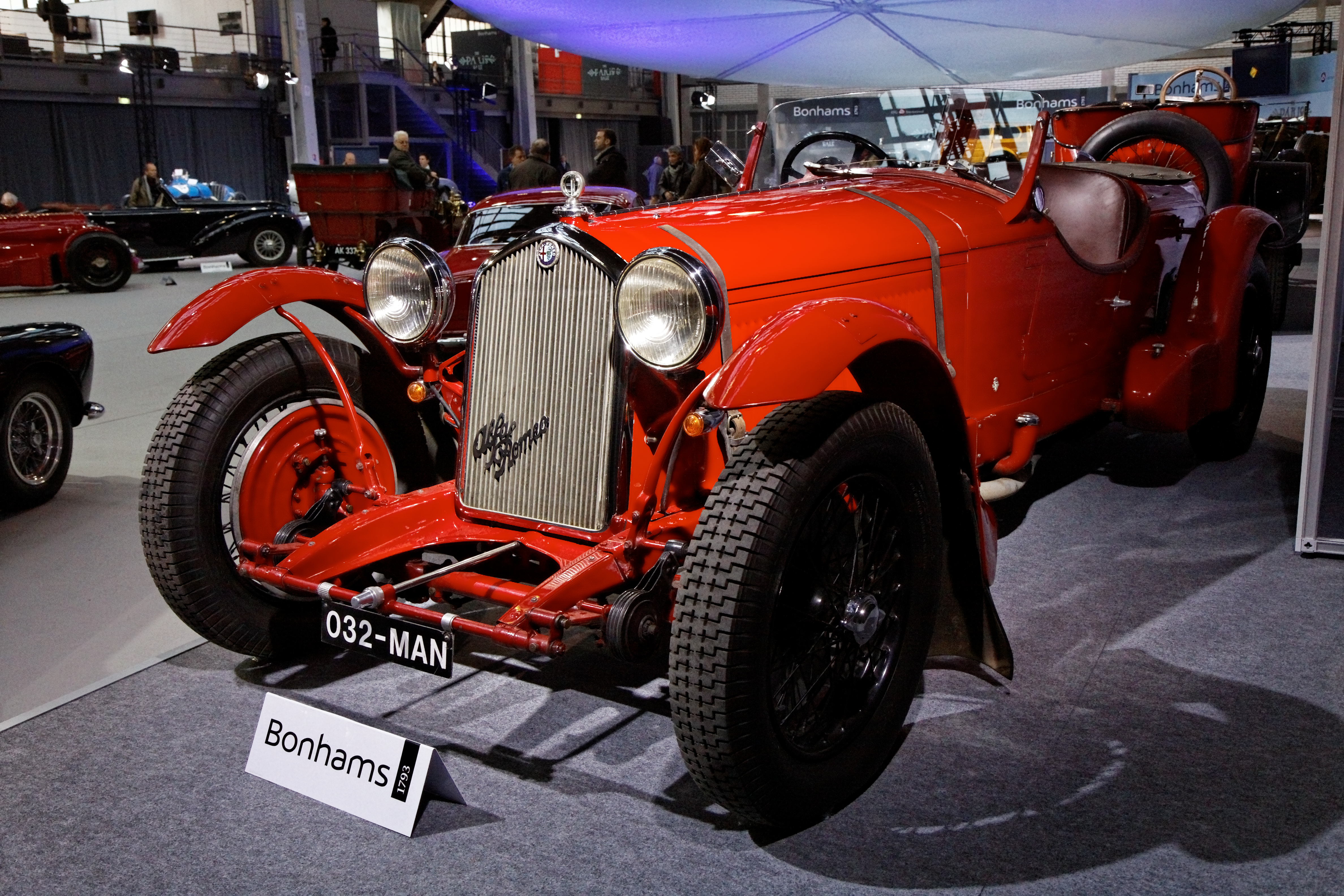
châssis long 1932.

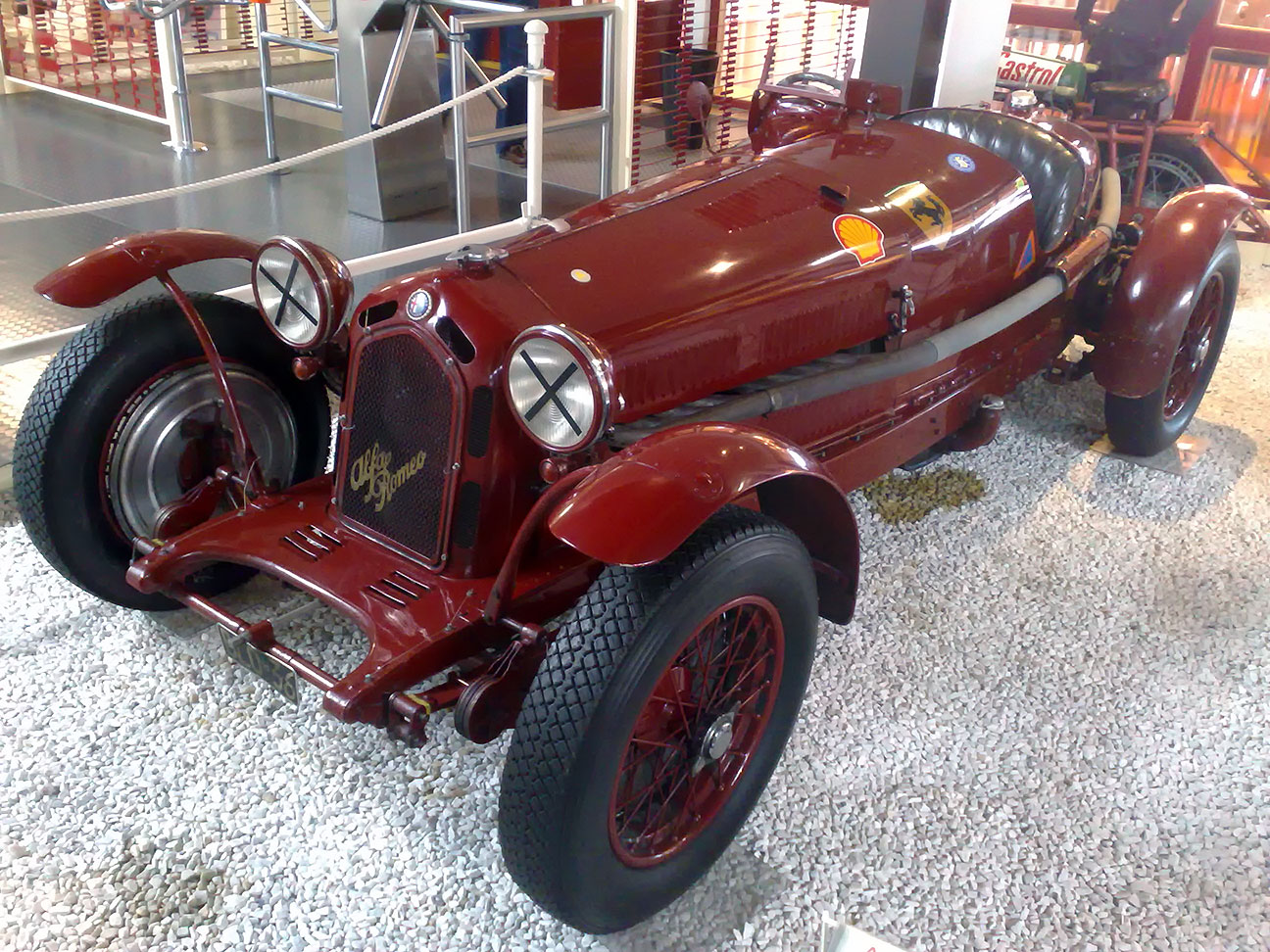
Monza 1933.

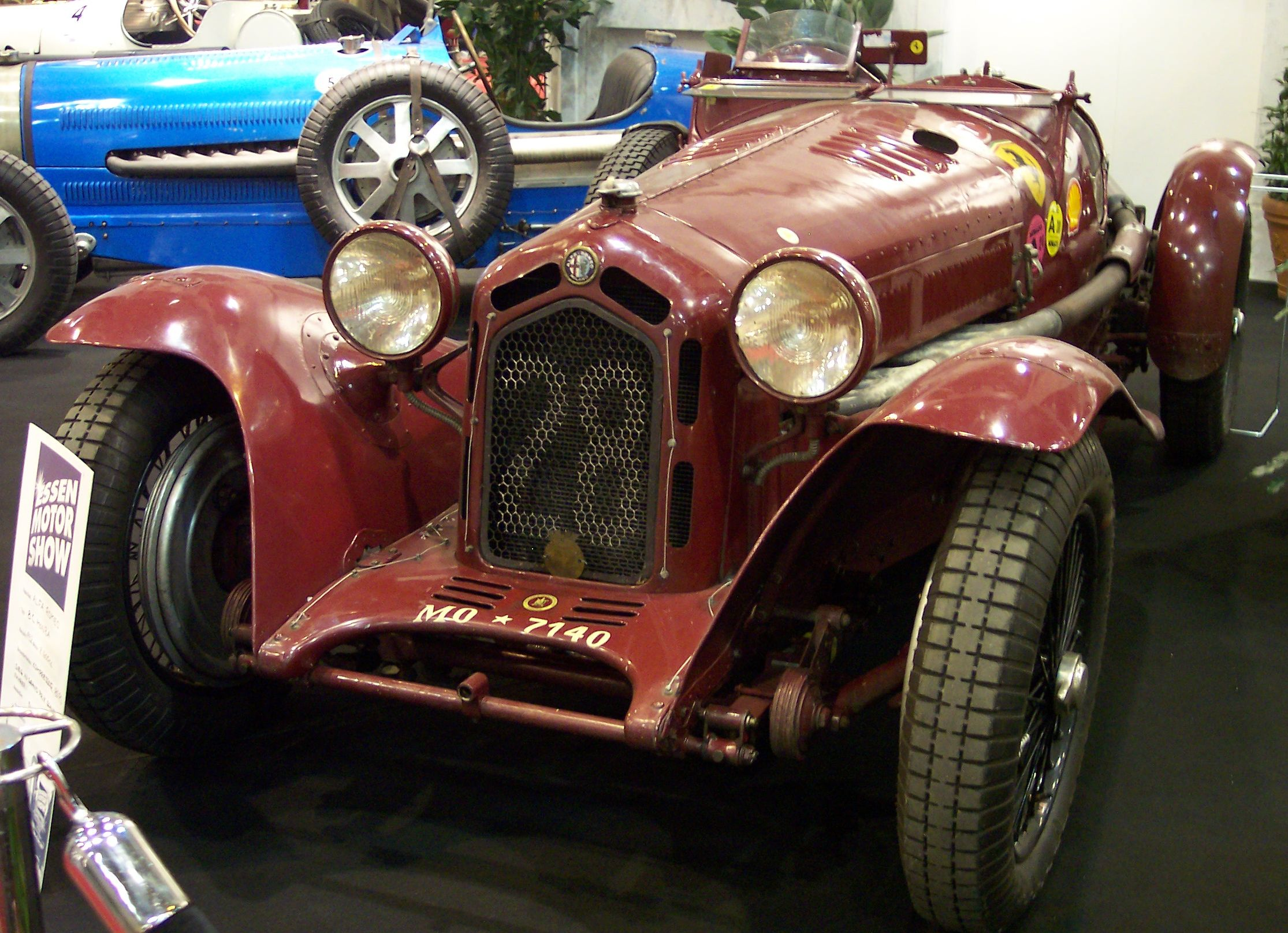
Une 8C 2600.

L'Alfa Romeo 8C 2300 est un modèle automobile de course construit par la firme italienne Alfa Romeo. 188 exemplaires de ce châssis furent construits entre 1931 et 1934. 
Le moteur est un huit cylindres en ligne à alimentation surcompressée, développant 175 chevaux, qui  permettent d'atteindre la vitesse de 170 km/h ou de 215 km/h selon les modèles. C'est le plus célèbre des moteurs construits par Alfa Romeo à cette époque.
La voiture a remporté de nombreuses victoires, dont celles de la Targa Florio (1931, 1932 et 1933, en version « Monza »), les trois aux Mille Miglia (en 1932, 1933 et 1934), les quatre aux 24 Heures du Mans (1931, 1932, 1933 et 1934), les deux aux 24 Heures de Spa (1932 et 1933), ainsi que le Grand Prix d'Italie (en 1931, version « Monza »), le circuit d'Avellino (1932), la Targa Abruzzi (1932).  Cette  Alfa  Romeo a  été  la  1ère  auto  au  monde  à avoir une  culasse démontable en aluminium.

## Première et deuxième série (1931-1932)
La Série 1 a été produite à partir de 1931 à 1932. La série 2  disposait d'une alimentation par pompe à essence électrique. Par rapport à la série 1, les collecteurs d'échappement ont été modifiés ainsi que la pompe à eau.

## Troisième Série (1933-1934)
La Série 3 a été présentée en 1933 et ne comportait pas de changements significatifs à l'exception de l'alimentation d'essence, du câblage de la boîte à fusibles et des modifications apportées à la suspension avant et au système d'échappement. Les sept derniers châssis de cette Série 3 ont tous été fabriqués en 1934. 
Plusieurs châssis reçoivent des carrosseries signées Pininfarina, Zagato et Touring, qui sont tous des versions courtes, ayant donné les versions les plus élégantes en Spider, Coupé et Berline.

## L'Alfa Romeo 8C 2300 Monza

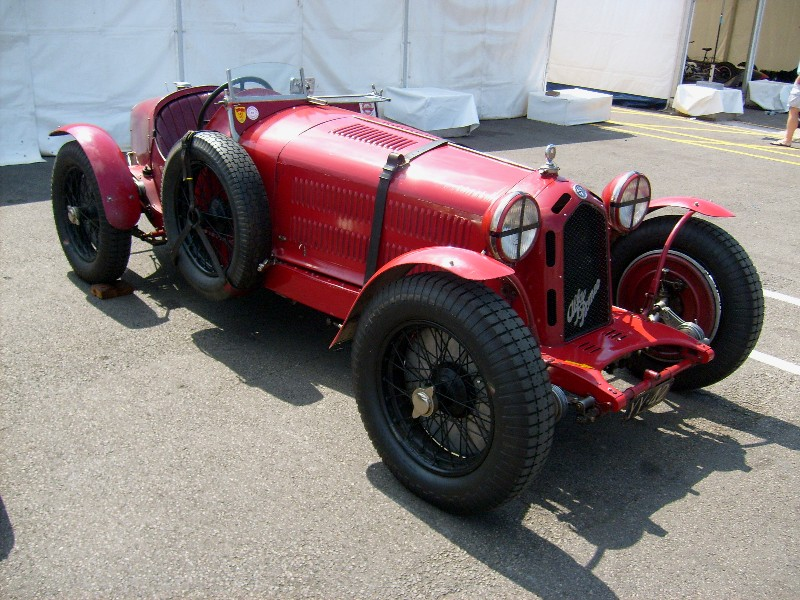
Alfa Romeo 8C-2300 Corto Monza

En 1931, deux exemplaires spéciaux (Grand Prix) de l'Alfa Romeo 8C 2300 sont construits et appelés « Monza ». Ils sont équipés d'un moteur dérivé de celui en aluminium de la 8C 2300 de série. Vittorio Jano retravaille ce moteur en lui ajoutant un compresseur pour porter sa puissance à 165 ch, ce qui donne une vitesse de pointe de 210 km/h.
Alfa Romeo remporte, avec cette voiture, la fameuse course sicilienne Targa Florio, d'une longueur de 584 km, en mai 1931, lorsque Alfa Romeo place ses voitures aux 1re, 2e, 4e, 5e et 6e places et les pilotes Nuvolari et Arcangeli, au volant des Alfa 8C 2300 Monza se placèrent respectivement numéro un et six. La première Bugatti se plaça 51e. En 1931, l'Alfa 8C 2300 Monza a remporté un total de neuf courses, dont cinq avec Tazio Nuvolari au volant. 
Le Grand Prix d'Italie, qui se court à Monza en mai 1931, est également remporté par Nuvolari dans une Alfa 8C 2300 Speciale. Cette victoire donne son surnom de « Monza » à la voiture.
En 1931, la réglementation des grands prix exigeant une carrosserie deux places, Alfa construit une version encore plus courte du 2,3 l réservé à la compétition (8C).
Ce nouveau modèle qui diffère de la version sport par son radiateur encastré, son échappement apparent et son extrémité arrière affilé, remporta sa première victoire au Grand Prix de Monza dont elle porte ensuite le nom.
En 1932, Rudolf Caracciola engagé dans le championnat d'Europe de la montagne remporte en France la course de côte du Mont Ventoux avec la Monza en septembre, après avoir gagné celle du Kesselberg en juin avec la voiture. En 1933, cette voiture remporte encore la côte du Stelvio avec Mario Tadini, dans le dernier championnat européen organisé avant-guerre, après que Carlo Felice Trossi ait gagné dans la première compétition de la saison, organisée au Gaisberg près de Salzbourg (sur une 8C 2600 cette fois-là).
Enzo Ferrari, alors pilote d'essai chez Alfa Romeo, veut lancer la production du modèle 8C Monza pour une clientèle avertie alors que seulement deux exemplaires avaient été produits par Alfa Romeo. Il connait un relatif échec par manque de pièces suffisantes. Il existe aujourd'hui plus de vingt exemplaires de cette voiture. 
Sur ces modèles figure l'écusson avec le fameux étalon noir sur fond jaune, le logo des Ferrari.
Cet engin qui existe en version 2,3  ou   2,6 l, est un des modèles les plus agréables à utiliser en course ou en grand tourisme.

## Titres de l'Alfa Romeo 8C
(versions 8C 2300, Monza, et 8C 2600)
- Championnat d'Europe des pilotes 1931 (Ferdinando Minoia, sur Monza, deuxième Giuseppe Campari, même voiture)
- Championnat d'Europe de la montagne des Voitures de course 1932 (avec Rudolf Caracciola, sur Monza et Alfa Romeo Tipo B)
- Championnat d'Europe de la montagne des Voitures de course 1933 (avec Carlo Felice Trossi, sur 8C 2600 et Alfa Romeo Tipo B)
- Championnat d'Europe de la montagne des Voitures de sport 1933 (avec Mario Tadini, sur Monza 2,3 l).

## Victoires en Grand Prix
- Grand Prix de Dieppe 1931 (Etancelin)
- Circuit du Dauphiné 1931 (Etancelin)
- Coppa Montenero 1931 (Nuvolari)
- Grand Prix du Comminges 1931 (Etancelin)
- Grand Prix de Picardie 1932 (Etancelin)
- Grand Prix du Limbourg 1932 (Caracciola)
- Grand Prix de Lorraine 1932 (Wimille)
- Grand Prix du Comminges 1932 (Zehender)
- Grand Prix de Monza 1932 (Caracciola, version 2600)
- Grand Prix de Marseille 1932 (Sommer)
- Munksnasloppet 1932 (Widengren)
- Grand Prix d'hiver de Suède 1933 (Widengren)
- Svenska Isloppet 1933 (Pietsch)
- Grand Prix de Tunisie 1933 (Nuvolari)
- Grand Prix d'Alexandrie 1933 (Nuvolari)
- Grand Prix de Picardie 1933 (Etancelin)
- Eifelrennen 1933 (Nuvolari)
- Grand Prix de Nîmes 1933 (Nuvolari)
- Grand Prix de Penya-Rhin 1933 (Zanelli)
- Grand Prix de la Marne 1933 (Etancelin)
- Mannin Moar 1933 (Lewis, à Douglas)
- Grand Prix d'été de Suède 1933 (Brivio)
- Vallentunaloppet 1934 (Pietsch, version Monza)
- Grand Prix de Norvège 1934 (Widengren, version Monza)
- Eläintarhanajot/Djurgårdsloppet 1934 (Björnstad, version Monza)
- Hörkenloppet 1936 (Björnstad, version Monza)
- Grand Prix d'hiver de Suède 1936 (Björnstad, version Monza)
- Grand Prix de Norvège 1936 (Björnstad, version Monza)
- Eläintarhanajot/Djurgårdsloppet 1936 (Björnstad, version Monza)
- Flatenloppet 1937 (Björnstad, version Monza)
- Course de côte du Mont Washington 1937 (Collier)[1],[2],[3],[4].